# Сусанне Гуннарссон
Сусанне Гуннарссон  (швед. Susanne Gunnarsson, при народженні Віберг (Wiberg), 8 вересня 1963) — шведська веслувальниця, олімпійська чемпіонка.

## Виступи на Олімпіадах
| Олімпіада         | Дисципліна                    | Місце |
| ----------------- | ----------------------------- | ----- |
| Лос-Анджелес 1984 | байдарка-четвірка, 500 метрів | 2     |
| Сеул 1988         | байдарка-четвірка, 500 метрів | 6     |
| Барселона 1992    | байдарка, 500 метрів          | 9     |
| Барселона 1992    | байдарка-двійка, 500 метрів   | 2     |
| Атланта 1996      | байдарка, 500 метрів          | 5     |
| Атланта 1996      | байдарка-двійка, 500 метрів   | 1     |

## Зовнішні посилання
- Досьє на sport.references.com